# Kimetsu no Yaiba: Hinokami Keppūtan
Kimetsu no Yaiba: Hinokami Keppūtan (鬼滅の刃 ヒノカミ血風譚?) es un videojuego de lucha 3D desarrollado por CyberConnect2. Basado en la adaptación de anime de Kimetsu no Yaiba, el juego fue lanzado por Aniplex en Japón y por Sega en todo el mundo, para Microsoft Windows, PlayStation 4, PlayStation 5, Xbox One, Xbox Series X y Series S en octubre de 2021.. 

## Jugabilidad
El juego sigue los eventos de la primera temporada de la serie de anime y Kimetsu no Yaiba: Mugen Ressha-hen. El modo historia es protagonizado por Tanjirō Kamado, mientras se une al Cuerpo de Exterminio de Demonios y se enfrenta contra varios demonios para convertir a su hermana Nezuko, que se ha convertido en un demonio, de nuevo en humana. La historia es contada a través de múltiples escenas y batallas contra jefes demonios que se ven en la serie.
Hinokami Kepputan también presenta un modo versus, donde los jugadores forman equipos de dos luchadores de la lista de personajes, incluidos los seis que aparecieron en el spin-off Chuukou Ikkan!! Kimetsu Gakuen Monogatari. El juego es compatible con el modo multijugador local y en línea.

## Desarrollo
El juego se anunció por primera vez en marzo de 2020. Aniplex, la compañía que produjo previamente el anime en 2019, planeaba lanzarlo para PlayStation 4. Más tarde ese mes, se mostró el primer metraje, junto con el anuncio de que el juego, titulado Kimetsu no Yaiba Hinokami Keppūtan, sería desarrollado por CyberConnect2, la compañía conocida por desarrollar la serie Naruto: Ultimate Ninja. Después de meses de desarrollo, el juego se volvió a mencionar en Weekly Shōnen Jump para ser un juego de lucha multiplataforma para PlayStation 4, PlayStation 5, Xbox One, Xbox Series X y Series S, y Microsoft Windows. Ufotable, el estudio de animación detrás del anime, ha producido varias ilustraciones clave para el juego.
Hinokami Kepputan recibirá tres DLC gratuitos luego del lanzamiento, cada uno con dos personajes nuevos. El primero, anunciado en octubre de 2021, agregará a Akaza y Rui, los primeros demonios jugables del juego.

## Recepción
El juego recibió «reseñas mixtas o promedio de los críticos», según el sitio de reseñas Metacritic.